# Amesoeurs (album)
Amesoeurs è il primo e unico album in studio dell'omonima band francese black metal. L'album è stato registrato al Klangsmiede Studio E durante l'inverno 2008-2009 e pubblicato nel marzo 2009 da parte della Code 666. In seguito la band si scoglierà a causa di divergenze tra i componenti.

## Tracce
1. Gas In Veins – 5:10
2. Les Ruches Malades – 4:17
3. Heurt – 6:01
4. Recueillement – 7:00
5. Faux Semblants – 4:21
6. I XIII V XIX XV V XXI XVIII XIX – IX XIX – IV V I IV – 1:41
7. Trouble (Éveils Infâmes) – 4:49
8. Video Girl – 4:11
9. La Reine Trayeuse – 5:32
10. Amesoeurs – 4:03
11. Au Crépuscule De Nos Rêves – 11:16

## Formazione
- Neige - voce, chitarra, basso
- Audrey Sylvain - voce, pianoforte
- Fursy Teyssier - chitarra, basso
- Winterhalter - batteria